# Nuoto di fondo ai campionati europei di nuoto 2024
Le gare di nuoto di fondo ai Campionati europei di nuoto 2024 si sono svolte dal 12 al 15 giugno 2024 presso la penisola Ada Ciganlija di Belgrado, lungo il fiume Sava.

## Podi

### Uomini
| Evento           | Oro                  | Tempo     | Argento              | Tempo     | Bronzo         | Tempo     |
| 5 km (dettagli)  | Dávid Betlehem       | 53'28"3   | Marc-Antoine Olivier | 53'28"7   | Marcello Guidi | 53'30"8   |
| 10 km (dettagli) | Gregorio Paltrinieri | 1h49'19"6 | Marc-Antoine Olivier | 1h49'41"0 | Dávid Betlehem | 1h49'41"2 |
| 25 km (dettagli) | Dario Verani         | 5h08'50"9 | Matteo Furlan        | 5h08'56"6 | Axel Reymond   | 5h09'00"5 |

### Donne
| Evento           | Oro              | Tempo     | Argento           | Tempo     | Bronzo                | Tempo     |
| 5 km (dettagli)  | Leonie Beck      | 58'25"3   | Ginevra Taddeucci | 58'26"5   | Bettina Fábián        | 58'28"7   |
| 10 km (dettagli) | Leonie Beck      | 2h00'54"8 | Barbara Pozzobon  | 2h00'54"9 | Giulia Gabbrielleschi | 2h00'58"5 |
| 25 km (dettagli) | Barbara Pozzobon | 5h25'37"7 | Lea Boy           | 5h28'39"6 | Candela Sanchez Lora  | 5h29'15"2 |

### Gara a squadre
| Evento          | Oro                                                                    | Tempo     | Argento                                                                        | Tempo     | Bronzo                                                                     | Tempo     |
| 5 km (dettagli) | Ungheria Mira Szimcsák Bettina Fábián Dávid Betlehem Kristóf Rasovszky | 1h06'07"7 | Italia Giulia Gabbrielleschi Ginevra Taddeucci Andrea Filadelli Marcello Guidi | 1h06'28"6 | Francia Caroline Jouisse Océane Cassignol Sacha Velly Marc-Antoine Olivier | 1h06'51"7 |

## Medagliere
Nazione ospitante 
| Posiz. | Nazione  | Oro | Argento | Bronzo | Totale |
| ------ | -------- | --- | ------- | ------ | ------ |
| 1      | Italia   | 3   | 4       | 2      | 9      |
| 2      | Germania | 2   | 1       | 0      | 3      |
| 3      | Ungheria | 2   | 0       | 2      | 4      |
| 4      | Francia  | 0   | 2       | 2      | 4      |
| 5      | Spagna   | 0   | 0       | 1      | 1      |
| Totale | Totale   | 7   | 7       | 7      | 21     |